# 에로피룸속
에로피룸속은 데술푸로콕쿠스과의 한 속이다.